# 香港起飛

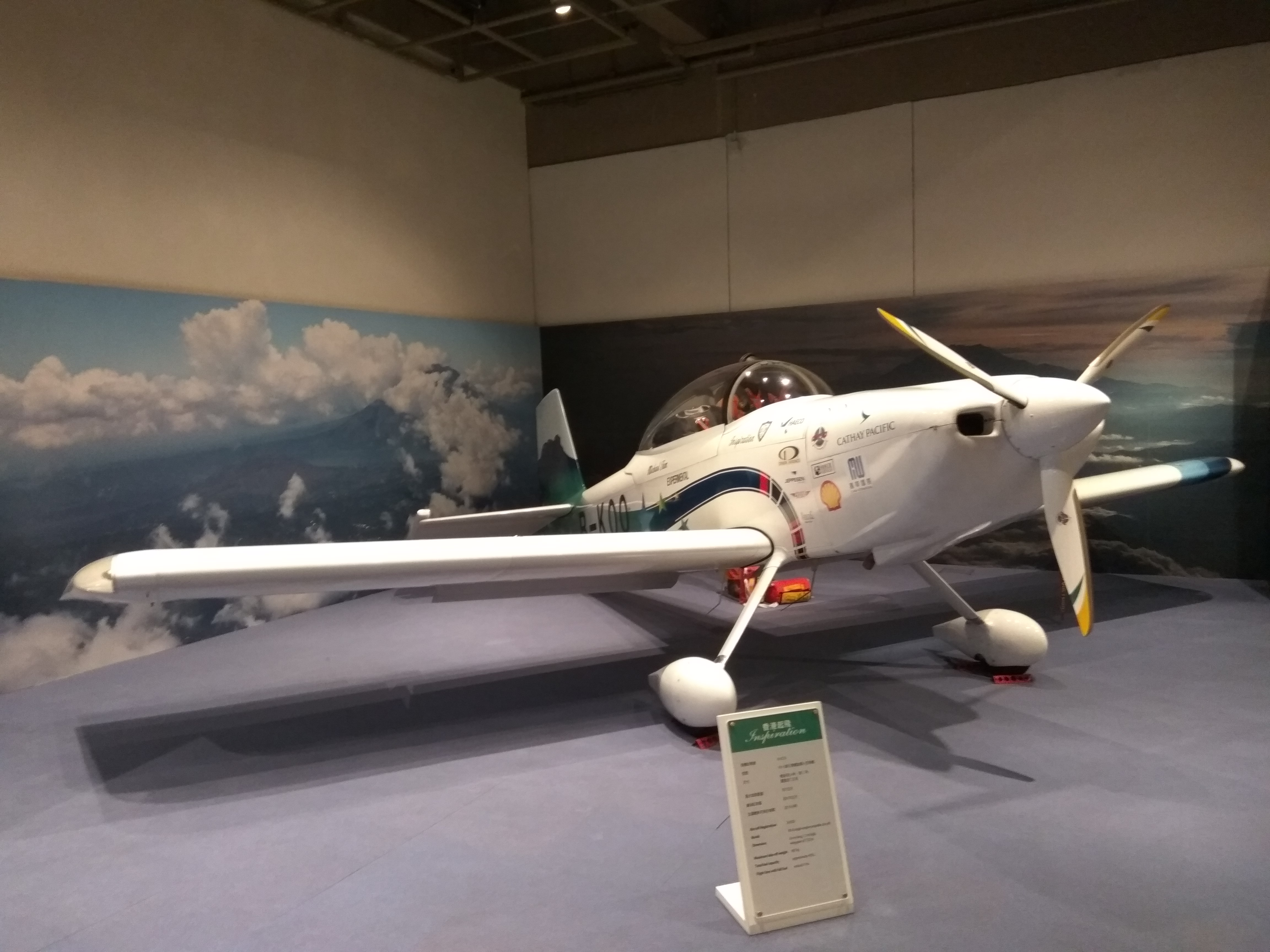
在香港科學館展出的B-KOO「香港起飛」

香港起飛（英語：Inspiration，航空器註冊編號：B-KOO）是首架在香港組裝和註冊的小型飛機，也是香港首架完成環球飛行的民間組裝飛機。經歷八年時間的組裝後，「香港起飛」於2015年11月15日在香港國際機場試飛成功，經過七個月的測試後取得飛行認證，隨即於2016年8月從香港起飛展開環球之旅，途經20個國家和地區，於2016年11月在香港降落，成功完成為期78天，航程達五萬公里的環球飛行旅程。

## 背景
「香港起飛」是首架成功環球飛行的香港飛機，飛機的製造及環球飛行計劃皆由民間籌辦，計劃的目標是推廣「不怕艱辛、鍥而不捨」的香港精神，以及啟發香港大眾對航空科技的興趣。環球飛行計劃由鄭楚衡（Hank）發起，他在國泰航空擔任客機機長。鄭楚衡自小已有夢想以自己製造的飛機環球飛行，他於是進入安柏瑞德航空大學就讀航空航天工程，並參加國泰航空的見習機師培訓計劃，於2001年加入國泰航空成為二級副機長，後來晉升為波音777客機的機長。鄭楚衡雖然當上民航機的機長，但繼續追尋夢想，於是在2008年到美國完成修讀RV小型飛機裝嵌課程後，毅然從美國訂購一架RV-8小型飛機的組件在香港自行組裝，期望造出首架在香港試飛及環球飛行的飛機。

## 建立團隊
鄭楚衡是一名飛行員，對飛機有一定了解，可是即使他自掏腰包購入飛機組件，但是單憑一人之力也難以完成他自製飛機環球飛行的夢想，當中涉及組裝飛機的場地、人手、測試和認證等問題，而環球飛行更須要大筆資金。飛機的組裝場地是首要面對的問題，鄭楚衡必須尋找一處可供組裝飛機及停放飛機組件的場所，由於購買飛機組件已經耗用大筆款項，於是他嘗試向多所學校請求借出場地，但都遭到拒絕，後來經朋友介紹向位於銅鑼灣的聖保祿學校申請借出場地，終於獲得校方答應。聖保祿學校是一所女校，該校除了借出場地外，鄭楚衡還得到該校的學生協助組裝飛機，而校方也嘗試為組裝飛機的計劃申請優質教育基金的資助，可是基金委員會拒絕批出資助，所以鄭楚衡須要自己籌集資金，他當時向採訪的媒體表示「計劃不會因為錢而半途而廢」，有信心成功籌集足夠資金完成計劃。
聖保祿學校借出場地及學生的參與雖然解決了場地及基本人手的問題，但飛機如要成功在香港申請試飛，就必須有專業人士參與測試，以便取得民航處的批准可在香港飛行。由於向民航處申請飛機試飛的批文涉及不少文書程序，都是作為機師的鄭楚衡不熟悉的，所以他須要一位飛機工程師協助。2008年有媒體採訪鄭楚衡將會與學生在聖保祿學校組裝香港首架私人飛機，當時是飛機工程師的達仁（Gary）留意到有關報導，於是寫信給聖保祿學校的校長表示願意提供協助。達仁曾於大學修讀機械工程學位，並於安柏瑞德航空大學考獲私人飛機駕駛執照。達仁的參與不但為組裝飛機的計劃提供專業支援，達仁還通過在飛機工程公司工作的人脈關係，聯繫其他飛機工程相關的專業人員參與這個自行組裝飛機完成環球之旅的計劃，逐漸組建出超過500人的團隊。

## 原型及改裝

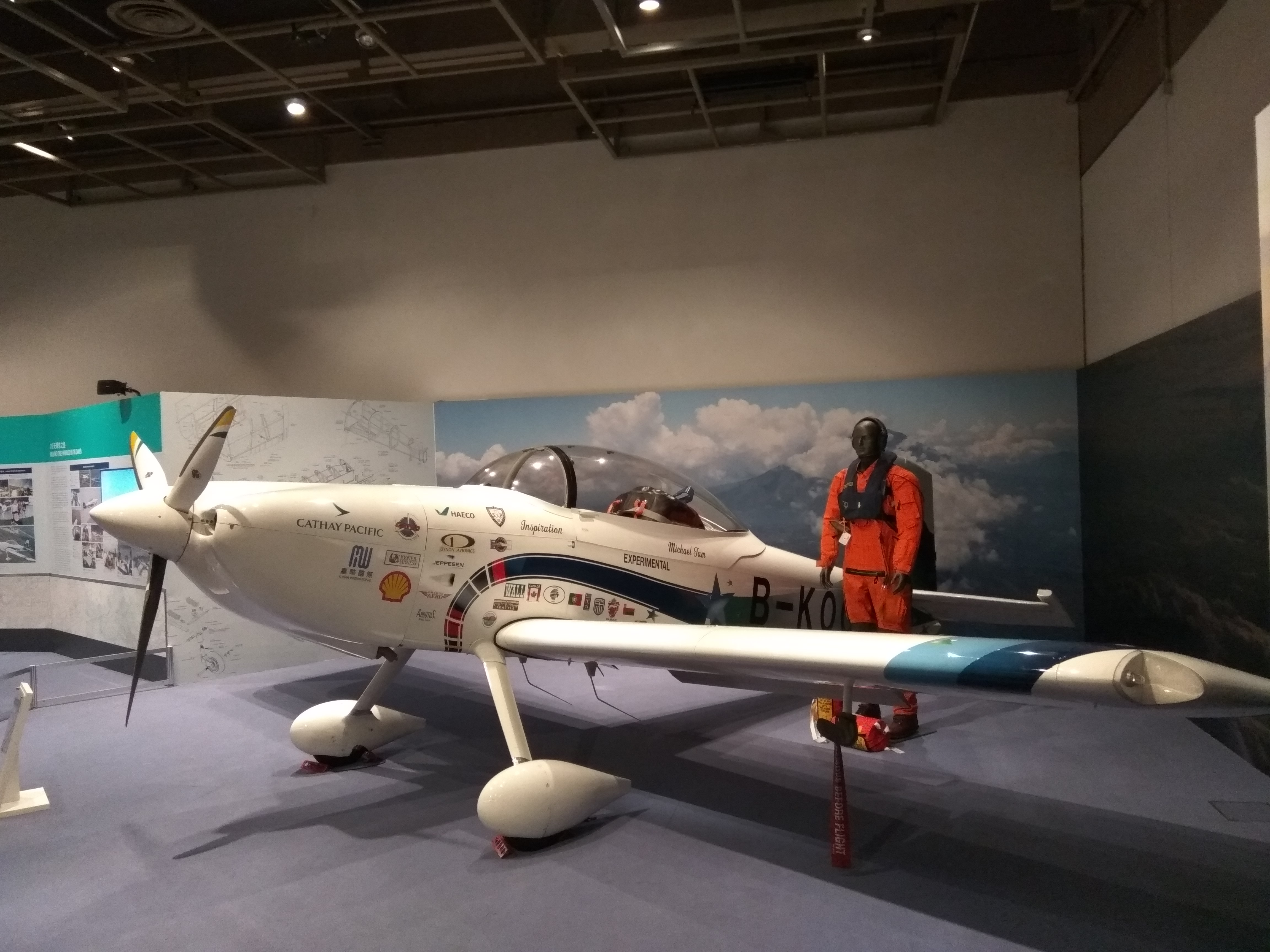
B-KOO「香港起飛」的側面，飛機左側擺放有穿上救生衣的等身比例模型，並展示飛行員配備的救生用品

### 原型設計
「香港起飛」的原型是美國Van's Aircraft設計的Van's Aircraft RV-8，這是一款單引擎雙座位小型螺旋槳飛機，RV-8於1995年進行首次試飛，至2012年已有1,143架RV-8完成組裝順利飛行。RV-8是Van's Aircraft發展自前代Van's Aircraft RV-4的機型，但長度和翼展都較前代大，可增加飛機的內部空間及載重量。RV-8依據起落架的設計分為兩種基本型號，分別是採用後三點式起落架的RV-8，以及採用前三點式起落架的RV-8A。RV-8採用傳統的單翼設計，飛機容許的最大過載是+6G和-3G。RV-8的動力來自裝設於機頭的活塞式汽油引擎，原裝版的引擎主要採用萊康明的IO-360水平對臥四氣缸汽油引擎，最大輸出馬力為200匹。

### 進行改裝
「香港起飛」雖然是以RV-8的組件裝嵌，但因為以完成環球飛行為目標，為適應長時間飛行，所以須要進行修改。飛機的引擎改用Engine Components Inc.供應的泰坦IOX-360汽油引擎，最大馬力為180匹。「香港起飛」的螺旋槳由位於美國史塔克頓的Catto Propellers供應，螺旋槳以木材製造，表面有碳纖維覆蓋，可抵擋氣流帶來的震蕩，減輕飛行員的疲勞。由於RV-8的原型並非用於長途飛行，飛機原設計每次只能飛行約500海里，約為香港到台灣的距離。「香港起飛」為應付環球旅程中跨越太平洋，從美國夏威夷到聖荷西長達2,000海里的最長航程，所以需要增加燃料搭載量，於是駕駛艙的後座改為三個油箱，使飛機的燃料存量增加近兩倍至460公升，令飛機的航程顯著增加，但這個超出原廠設計的修改，也令駕駛座的後方就是油箱，所以須要加裝防漏油的設施，減低飛行期間面對的風險。
「香港起飛」為因應將會進行的越洋飛行，也加強導航系統及通訊系統的配備，即使飛機飛到世界各地，也可把飛行速度、高度、位置及剩餘燃料等數據，傳送到設於香港的地面運作中心進行分析，如有發生異常情況，可以及早對飛行員作出警報。RV-8小型飛機的基本造價約為150萬港元，但「香港起飛」需要進行多項改裝增加航程及加強航電配備，所以鄭楚衡除了自資購買飛機的組件外，也尋求廠商的贊助。「香港起飛」的航電系統得到Dynon Avionics的贊助，導航軟件及配套的數據則由傑普遜（Jeppesen）贊助提供。
由於「香港起飛」需要爭取飛行高度節省燃料消耗，但為免高空空氣稀薄導致飛行員缺氧，所以駕駛艙備有氧氣面罩，飛行員在飛行期間會使用儀器持續量度血液的含氧量，以便適時戴上氧氣面罩防止缺氧，同時機艙設有尿液收集器以便長時間飛行。

## 組裝
裝嵌「香港起飛」的RV-8小型飛機組件是向美國Van's Aircraft購入，在香港組裝的大部分時間都是在位於銅鑼灣的聖保祿學校校舍內進行。鄭楚衡從2008年起訂購RV-8飛機的組件，並於2009年開始進行飛機組裝工作。最早期的組裝工場位於聖保祿學校六樓一個細小的工具室，鄭楚衡一邊帶領該校學生組裝飛機，一邊通過網絡及電話向美國的組件生產商購入飛機零件。隨著大型組件的組裝，機身、主翼及尾翼也逐漸成形，須要更大的組裝空間，所以組裝工作改到學校的一樓進行，並需要打通兩個標準課室來擺放飛機組件，單是聖保祿學校就有超過200名學生參與組裝飛機的工作。
「香港起飛」在聖保祿學校進行五年組裝後，飛機的大型組件，包括機身、主翼及尾翼都逐漸完成，但受制於空間及後期測試須要大量專業儀器，因此飛機的總裝及地面測試則須要另覓場地。由於參與組裝「香港起飛」的專業人員，包括擔任飛機工程師的達仁，大多是來自港機工程的工程人員，他們成功通過人脈關係，得到港機工程的高層支持「香港起飛」的製作計劃，港機工程（HAECO）決定借出飛機庫的3,000平方呎空間供「香港起飛」進行總裝。
隨著「香港起飛」的大型組件成形，要把飛機的組件運到位於香港國際機場的維修基地飛機庫也遇到困難，學校的校舍沒有足夠空間讓「香港起飛」的半成品從課室運出學校。於是聖保祿學校的校方決定把一樓用作飛機製作室的課室，面向大街的一排共20個玻璃窗全數拆除，再在窗外與大街之間搭建一條臨時橋樑，以便飛機組件順利滑出學校，再經貨車運載到港機工程位於赤鱲角的飛機庫完成各大型組件的結合。「香港起飛」的後期製作，包括飛機的總裝、裝配引擎及電子設備，以及進行地面測試，都是在香港國際機場的維修基地，港機工程所屬的飛機庫內進行。「香港起飛」的組裝工作以引擎的裝嵌最為困難，「香港起飛」所用的是活塞引擎，但香港各家航空公司所使用的大型民航機都採用噴射引擎，所以工程人員都缺乏活塞引擎的裝嵌經驗，只能依靠說明書和原廠技術支援才可完成。「香港起飛」由2008年只有散件開始組裝，到2014年底組裝工作大致完成，即將進入地面測試及飛行認證程序。組裝完成後的「香港起飛」以白色為基本塗裝，垂直尾翼髹上象徵香港的獅子山圖案，而機頭發動機罩的兩側漆有各贊助機構的標誌。

## 飛行測試
過往在香港飛行的私人小型飛機，都是在外國取得飛行認證後，才可在香港境內飛行，當中包括懸掛於香港國際機場一號客運大樓天幕的「沙田精神號」。這架仿古飛機是由一家位於美國德州的承造商製造，於1997年完成建造及試飛，並獲得民航處及香港機場管理局批准，在赤鱲角新機場開幕前進行一場飛行表演，慶賀香港國際機場的啟用。「香港起飛」的情況並不相同，這是首架於香港境內由散件組裝而成的私人小型飛機，雖然飛機的原型設計來自RV-8，但「香港起飛」經過增加航程的改裝，「香港起飛」也未曾在外地取得飛行認證。因為香港從未有本地總裝的私人飛機申請在香港進行試飛，所以民航處對於「香港起飛」在香港空域進行試飛及申請認證的態度甚為審慎。由於香港國際機場航班頻密，要安排飛機試飛並不容易。民航處前任處長林光宇認為，香港的空域難以容納小型飛機，又建議在石崗機場進行試飛，獲民航處批准的機會較大。由於預期民航處不會輕易批准小型飛機在香港進行試飛，「香港起飛」的飛機工程師達仁早在飛機組裝開始後不久，便於2009年向民航處提交計劃書，希望民航處批准「香港起飛」在香港進行試飛及申請認證，但民航處一直未有就「香港起飛」的飛行測試作出回應，直至2013年終獲民航處回覆批准飛機在香港試飛。為免影響香港國際機場的航班運作，試飛會於早上8時前進行。

### 首次試飛
2015年11月15日早上，「香港起飛」在香港國際機場的北跑道進行首次試飛，由計劃的發起人鄭楚衡親自駕駛。試飛歷時15分鐘，在空中盤旋三圈，飛機一度爬升至三千呎，其後順利降落，「香港起飛」成為首架在完全香港組裝並成功試飛的小型飛機。

### 飛行認證
「香港起飛」首次試飛成功後，便須要就申請飛行認證進行更多測試。香港的民用飛機認證主要分為適航證和特許飛行證兩種，其中適航證是國際通行的證件，而特許飛行證只可於香港境內飛行。香港產製的飛機只能申請特許飛行證，如要取得長期特許飛行證則要完成多次試飛。「香港起飛」雖然首次試飛成功，但如要取得飛行認證，便須要進行25小時的飛行測試，民航處卻一直沒有批准，並指出容許「香港起飛」進行首次試飛僅為酌情批准，並表示香港缺乏合適場地進行長時間的飛行測試。由於「香港起飛」自首次試飛成功後，近半年時間沒有再獲批准試飛，為免影響原定在2016年內展開的環球飛行計劃，「香港起飛」的製作團隊於是在2016年5月初把飛機送往澳洲進行試飛，以另一途徑證明飛機性能及安全達標，試飛需時約為一至兩個月，並由當地民航局發出飛行證，然後再於香港向民航處提交澳洲試飛文件作為佐證，申領香港的特許飛行證。民航處終於在2016年8月中旬批准飛機在香港註冊，航空器註冊編號為B-KOO，並名為「香港起飛 Inspiration」。

## 環球飛行

### 準備工作
「香港起飛」取得民航處的飛行認證後，隨即於2016年8月底展開環球飛行之旅。由於預期旅程會有不少風險，所以「香港起飛」的團隊在等候飛行認證的同時，也在香港籌備支援是次環球飛行的地面運作中心。「香港起飛」的地面運作中心位於香港國際機場國泰城的一處角落。運作中心由六台電腦組成，支援團隊的成員自行編寫電腦程式，使電腦能夠在同一視窗顯示多項重要的即時資訊，並投射在房間的巨型顯示屏上，方便團隊緊密監察飛機狀況。在環球飛行期間，地面運作中心會為駕駛「香港起飛」的鄭楚衡提供資料分析及氣象預報。「香港起飛」已安裝全球定位系統，每隔10分鐘便會將身處位置傳送回運作中心，中心當值人員可監察飛機是否有偏離預定航道，並判斷飛行速度及高度是否有異常，機上也裝有衛星電話可以和運作中心即時通話。由於「香港起飛」在強風下飛行，實際飛行速度或會比機上儀器顯示的讀數為慢，令完成航程的飛行時數增加，通過全球定位系統的追踪，並與機上儀表的讀數進行比較，令駕駛飛機的鄭楚衡能夠及早判斷是否有足夠燃料完成航程。由於環球之旅的大部分時間都在海上飛行，民航處於是提出在飛機加裝緊急定位信標（Emergency Locator Beacon）及攜帶自動充氣救生艇，並要求負責駕駛「香港起飛」的鄭楚衡熟習遇上墜海時的求生程序。

### 環球之旅
2016年8月28日早上8時27分，「香港起飛」在香港國際機場順利啟航，正式展開環球飛行旅程，於當日下午四時許抵達菲律賓克拉克國際機場，下一站是馬來西亞沙巴州的亞庇國際機場，途經印尼的巴里島後，「香港起飛」往東南方飛往澳洲西北部的布魯姆，之後經澳洲中部的艾爾斯岩機場，到達澳洲東南部的查爾維爾、基爾科伊及黃金海岸，然後轉往東北方飛行，開始飛越太平洋的旅程。「香港起飛」先後途經瓦努瓦圖、美屬薩摩亞及基里巴斯，飛抵夏威夷的希洛國際機場。從夏威夷希洛到美國聖卡洛斯是整個環球旅程最長的一段，中途沒有可供降落的機場，「香港起飛」須要一口氣橫跨太平洋近3800公里，飛行時間長達14小時37分鐘。「香港起飛」抵達美國後，曾經停留加利福尼亞州的傑克遜、薩克拉門托、俄勒岡州的奧羅拉、華盛頓州的西雅圖及埃弗里特、南達科他州的拉皮德城及伊利諾伊州的西芝加哥，之後抵達加拿大的多倫多，再飛往美國新澤西州的莫里斯敦和埃塞克斯，來到美國的最後一站緬因州的班戈。離開美國後到達加拿大紐紐芬蘭島的聖約翰斯，之後就是跨大西洋的旅程，途經葡萄牙的聖瑪麗亞島抵達卡斯凱什。「香港起飛」在歐洲分別到過法國的圖瓦盧和阿訥西、意大利的米蘭和布林迪西、希臘克里特島的伊拉克利翁，然後返回亞洲。「香港起飛」在亞洲繼續由西向東飛，先後到過約旦的亞喀巴、位於波斯灣的巴林、安曼的馬斯喀特、巴基斯坦的卡拉奇、斯里蘭卡首都科倫坡，然後飛越印度洋抵達泰國的布吉及停留清邁，最後一站是位於珠江口西面的澳門。「香港起飛」在2016年11月13日，在維多利亞港低飛繞場後，於上午10時在作為環球飛行出發地和終點的香港國際機場著陸，「香港起飛」成功完成為期78天，途經20個國家和地區，全程達五萬公里的環球飛行旅程，成為第一架完全在香港組裝及成功環球飛行的小型飛機。

## 展出
「香港起飛」於2017年2月10日至4月19日期間，在香港科學館名為「香港起飛．夢成真」的展覽中展出，市民除可以參觀這架完全在香港組裝的小型飛機，還可觀看機師的飛行日誌、裝嵌飛機的工具和配件，以及飛機上的儀器及緊急救生用品等裝備，而「香港起飛」團隊的成員，包括機師鄭楚衡、工程師達仁，以及地面支援中心人員，會於特定時段與在場參觀的市民進行經驗分享。

## 「香港起飛」諸元
「香港起飛」的原型為Van's Aircraft RV-8，由於「香港起飛」須要因應環球飛行而進行修改，引擎改用Engine Components Inc.的IOX-360，原位於駕駛席後方的一人乘客座位可改為加裝油箱，因此以下的性能資料只供參考。
資料來源：Van's Aircraft，Inspiration
基本規格
- 飛行員：1 人
- 乘客：1 人（於長途飛行時不能載客，後座空間用作加裝油箱）
- 全長：6.40 m（21 ft 0 in）
- 翼展：7.32 m（24 ft 0 in）
- 全高：1.7 m（5 ft 7 in）
- 翼面積：10.8 m²（116 sq ft）
- 空重：508 kg（1,120 lb）
- 常備重量：816 kg（1,800 lb）
- 最大起飛重量：907 kg（2,000 lb）
- 燃油存量：470 L（124.16086 gal）（後座改裝油箱後）
- 發動機：1 x ECi（英语：Engine Components Inc.） Titan IOX-360 水平對臥四氣缸汽油引擎，配有燃料噴注系統
- 最大輸出：180 hp（120 kW）於 2,400 rpm

性能
- 最高速度：356 km/h（221 mph）
- 巡航速度：338 km/h（210 mph）
- 失速速度：93 km/h（58 mph）
- 飛行時間：19 hours（後座改裝油箱後）
- 實用升限：6,900 m（22,500 ft）
- 爬升率：9.7 m/s（1,900 ft/min）
- 翼負荷：76 kg/m²（15.5 lb/sq ft）

## 外部連結
- RV–8/8A General Information （页面存档备份，存于）
- Inspiration - Hong Kong's First Homebuilt Aircraft （页面存档备份，存于）